# صفيراء يونانية
صفيراء يونانية (الاسم العلمي:Sophora yunnanensis) هي نوع نباتي يتبع جنس الصفيراء من فصيلة البقولية.